# ルイス・トレンズ
ルイス・アルフォンソ・トレンズ・サエズ（Luis Alfonso Torrens Sáez, 1996年5月2日 - ）は、ベネズエラのカラボボ州バレンシア出身のプロ野球選手（捕手）。右投右打。MLBのニューヨーク・メッツ所属。

## 経歴

### プロ入りとヤンキース傘下時代
2012年7月2日にアマチュア・フリーエージェントでニューヨーク・ヤンキースと契約してプロ入り。
2013年にルーキー級ガルフ・コーストリーグ・ヤンキースでプロデビューし、48試合に出場して打率.241、1本塁打、14打点の成績を記録した。
2014年はルーキー級ガルフ・コーストリーグ、A-級スタテンアイランド・ヤンキース、A級チャールストン・リバードッグスでプレーし、3球団合計で62試合に出場して打率.256、3本塁打、22打点の成績を記録した。
2015年は開幕前の3月に右肩の手術を受け、シーズンを全休した。
2016年にA-級スタテンアイランドで実戦復帰し、その後A級チャールストンに昇格。2球団合計で52試合に出場して打率.250、2本塁打、15打点の成績を記録した。

### パドレス時代

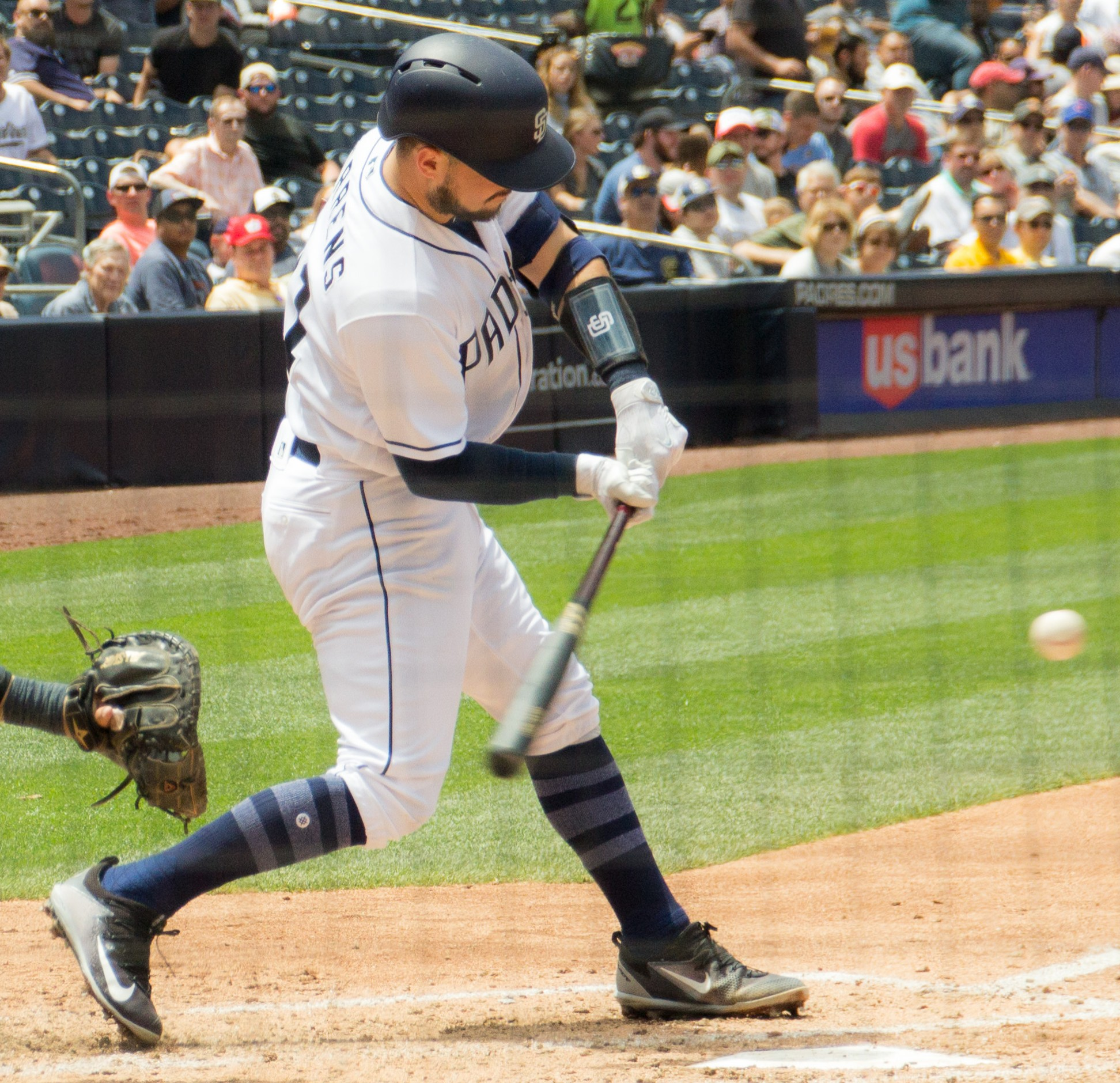
サンディエゴ・パドレス時代
（2017年5月18日）

2016年12月のルール・ファイブ・ドラフトでシンシナティ・レッズから指名され、直後にトレードでサンディエゴ・パドレスへ移籍した。
2017年は開幕ロースター入りし、シーズン開幕戦となった4月3日のロサンゼルス・ドジャース戦でAA級、AAA級を経験することなく飛び級でメジャーデビューを果たした。その後もヘクター・サンチェスと共にオースティン・ヘッジスの控え捕手として、一度もマイナーに降格することなく1年間チームに帯同し、56試合に出場して打率.163、7打点の成績を記録した。それにより、ルール・ファイブ・ドラフトの規則にある「移籍1年目にマイナーへ降格させたら前所属球団に返還する」という適用がなくなった。オフにはベネズエラで行われたウィンターリーグのリーガ・ベネソラーナ・デ・ベイスボル・プロフェシオナル（LVBP）に参加した。
2018年のスプリングトレーニングで外腹斜筋を痛めてチームを離脱した。この年はA+級レイクエルシノア・ストームで122試合に出場して打率.280、6本塁打、73打点の成績を記録したが、メジャーに昇格することはなかった。
2019年はメジャーで7試合に出場して打率.214の成績を記録した。

### マリナーズ時代

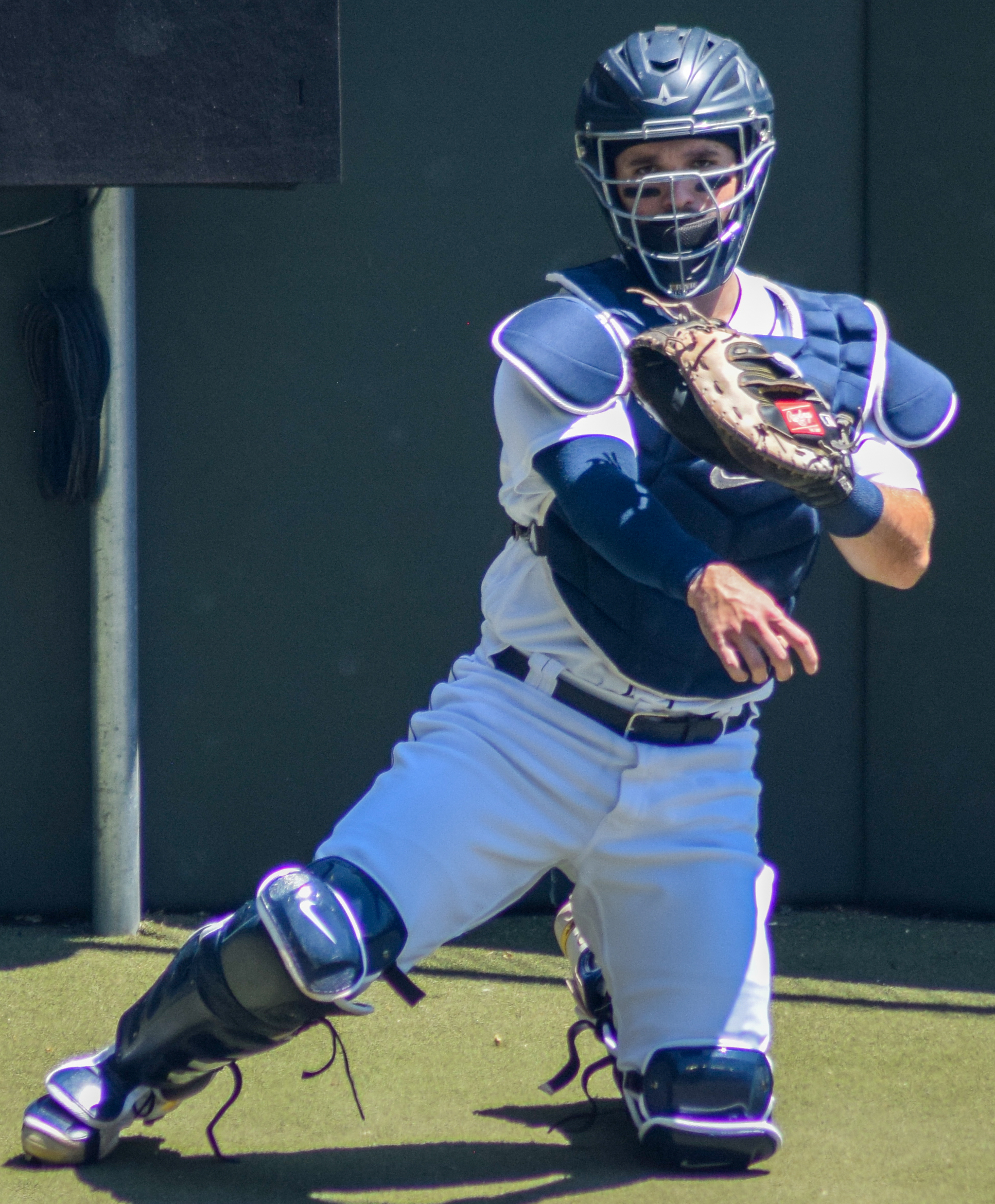
シアトル・マリナーズ時代
（2021年6月23日）

2020年8月30日にオースティン・ノラ、オースティン・アダムス、ダン・アルタビラとのトレードで、タイ・フランス、テイラー・トランメルと共にシアトル・マリナーズへ移籍した。9月14日のオークランド・アスレチックス戦で、ヘスス・ルサルドからメジャー初本塁打を放った。この年は移籍前と合わせて26試合に出場して打率.257、1本塁打、6打点の成績を記録した。
2021年はキャリアハイとなる108試合に出場して打率.243、15本塁打、47打点を記録した。
2022年は57試合に出場して打率.225、3本塁打、15打点を記録した。10月4日のデトロイト・タイガース戦で10回表にマウンドに立ち、1回を1安打、1失点（自責点0）に抑え、球団史上初の野手による勝利投手となった。オフの11月18日にノンテンダーFAとなった。

### カブス時代
2023年1月25日にシカゴ・カブスとマイナー契約を結んだ。3月28日にメジャー契約を結んでメジャーで開幕を迎えたが、13試合に出場して打率.250、0本塁打、3打点という成績に終わり、4月28日にDFAとなった。

### オリオールズ傘下時代
2023年5月3日にボルチモア・オリオールズとメジャー契約を結んだ。メジャーでの出場が1試合もないまま、5月9日にDFAとなり、マイナー契約での再契約を拒否し5月14日にFAとなった。

### ナショナルズ傘下時代
2023年5月18日にワシントン・ナショナルズとマイナー契約を結んだ。AAA級ロチェスター・レッドウィングスで19試合に出場し、打率.258、3本塁打、13打点を記録したが、7月1日にオプトアウト（契約破棄）条項を行使しFAとなった。

### マリナーズ復帰
2023年8月30日にシアトル・マリナーズとマイナー契約を結んだ。AAA級タコマ・レイニアーズで5試合に出場後、9月12日にメジャー契約を結んで昇格。5試合に出場して8打数2安打、1打点という成績を記録した。オフの11月3日にFAとなった。

### ヤンキース傘下時代
2024年1月24日にニューヨーク・ヤンキースとマイナー契約を結び、スプリングトレーニングに招待選手として参加することになった。開幕後はAAA級スクラントン・ウィルクスバリ・レイルライダースで30試合に出場し、打率.279、5本塁打、19打点を記録した。

### メッツ時代
2024年5月31日に金銭トレードでニューヨーク・メッツに移籍し、同日中にロースターに追加された。

## 詳細情報

### 年度別打撃成績
| 年 度    | 球 団    | 試 合 | 打 席 | 打 数 | 得 点 | 安 打 | 二 塁 打 | 三 塁 打 | 本 塁 打 | 塁 打 | 打 点 | 盗 塁 | 盗 塁 死 | 犠 打 | 犠 飛 | 四 球 | 敬 遠 | 死 球 | 三 振 | 併 殺 打 | 打 率 | 出 塁 率 | 長 打 率 | O P S |
| -------- | -------- | ----- | ----- | ----- | ----- | ----- | -------- | -------- | -------- | ----- | ----- | ----- | -------- | ----- | ----- | ----- | ----- | ----- | ----- | -------- | ----- | -------- | -------- | ----- |
| 2017     | SD       | 56    | 139   | 123   | 7     | 20    | 3        | 1        | 0        | 25    | 7     | 0     | 0        | 3     | 0     | 12    | 3     | 1     | 30    | 4        | .163  | .243     | .203     | .446  |
| 2019     | SD       | 7     | 16    | 14    | 2     | 3     | 1        | 0        | 0        | 4     | 0     | 0     | 0        | 0     | 0     | 2     | 0     | 0     | 6     | 1        | .214  | .313     | .286     | .598  |
| 2020     | SD       | 7     | 13    | 11    | 0     | 3     | 1        | 0        | 0        | 4     | 0     | 0     | 0        | 1     | 0     | 1     | 0     | 0     | 2     | 0        | .273  | .333     | .364     | .697  |
| 2020     | SEA      | 18    | 65    | 59    | 5     | 15    | 4        | 0        | 1        | 22    | 6     | 0     | 0        | 0     | 0     | 6     | 0     | 0     | 13    | 1        | .254  | .323     | .373     | .696  |
| '20計    | SEA      | 25    | 78    | 70    | 5     | 18    | 5        | 0        | 1        | 26    | 6     | 0     | 0        | 1     | 0     | 7     | 0     | 0     | 15    | 1        | .257  | .325     | .371     | .696  |
| 2021     | SEA      | 108   | 378   | 346   | 39    | 84    | 16       | 2        | 15       | 149   | 47    | 0     | 0        | 0     | 3     | 28    | 1     | 1     | 99    | 8        | .243  | .299     | .431     | .730  |
| 2022     | SEA      | 57    | 166   | 151   | 13    | 34    | 2        | 0        | 3        | 45    | 15    | 0     | 0        | 0     | 2     | 12    | 0     | 1     | 50    | 5        | .225  | .283     | .298     | .581  |
| MLB：5年 | MLB：5年 | 253   | 777   | 704   | 66    | 159   | 27       | 3        | 19       | 249   | 75    | 0     | 0        | 4     | 5     | 61    | 4     | 3     | 200   | 19       | .226  | .288     | .354     | .642  |

- 2022年度シーズン終了時

### 背番号
- 21（2017年、2019年 - 2020年途中）
- 22（2020年途中 - 2023年）
- 13（2024年 - ）